# جاك سيوارد
جاك سيوارد (بالإنجليزية: Jack Seaward)‏ هو كاتب ومترجم أمريكي، ولد في 11 أكتوبر 1924 في هيوستن في الولايات المتحدة، وتوفي بنفس المكان في 10 نوفمبر 2010.